# Beatriz Galindo
Beatriz Galindo (Salamanca, c. 1465 – Madri, 23 de novembro de 1535) foi uma educadora espanhola. Foi escritora e humanista, preceptora da Rainha Isabel I de Castela e de suas crianças. Ela foi uma das mulheres mais bem educadas da época. Não há muita certeza sobre a data de nascimento, alguns acreditam em 1464.
Beatriz Galindo nasceu numa família de origem Zamoraniana da nobreza baixa de fidalgos, originalmente abastada mas quase destituída depois da Guerra Civil. A família escolheu Beatriz entre as irmãs para ser religiosa, visto que ela demonstrava interesse pela leitura, então permitiram que aprofundasse os estudos na Escola de Gramática e na Universidade de Salamanca, para ajudar na carreira antes das Ordenações, mas a grande habilidade com o Latim já a levou para uma vida acadêmica antes dos 12 anos de idade.
Beatriz recebeu educação na Itália onde obteve diploma de Latim e de Filosofia, pela Universidade de Salerno. As universidades italianas recebiam muito bem estudantes mulheres. É provável que tenha sido estudante da grande Escola Espanhola Antonio de Nebrija. Ela foi apelidada de 'La Latina' por exibir habilidades em Latim, e se tornou professora na Universidade de Salamanca, onde ensinou retórica e filosofia. Em 1485, chegou à corte da Rainha Isabel I de Castela. Foi preceptora desta rainha e de suas filhas, um trabalho que exerceu por 19 anos. Ensinou Maria de Aragão e Castela, futura rainha de Portugal; Catarina de Aragão, futura mulher de Henrique VIII da Inglaterra e Joana de Castela, futura mulher de Filipe de Habsburgo e mais tarde conhecida como "Joana, a Louca".

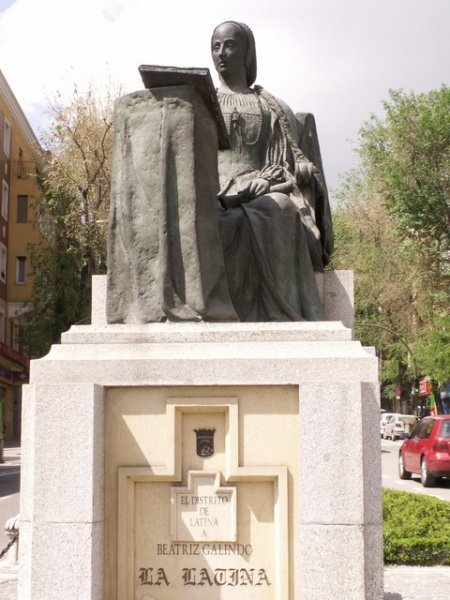
Statue to Beatriz Galindo in Madrid

Escrevendo em latim, é autora de três obras: "Comentários sobre Aristóteles", "Notas Sábias sobre os Antigos" e "Poesias Latinas". Porém, nenhuma destas obras resistiu ao tempo.
Em dezembro de 1491, casou-se com Francisco Ramírez de Madrid, com quem teve dois filhos: Fernán Ramírez e Nuflo Ramírez.
Foi uma das primeiras mulheres a ter uma ativa vida pública durante a Renascença. Fundou em Madri, no ano de 1507, o Hospital da Conceição de Nossa Senhora, mais conhecido como Hospital da La Latina. Também foi fundadora de dois conventos de monjas, da Ordem Jerônima e da Ordem Franciscana.
A vizinhança em Madri, onde ela havia morado, é hoje conhecida como La Latina por causa do apelido que lhe fora dado. Há várias estátuas em sua homenagem nas cidades de Salamanca e Madri.